# Josef Rosenegger
Josef Rosenegger (* 30. Mai 1917 in Seiboldsdorf; † 20. Juli 2010 in Flintsbach am Inn) war ein deutscher katholischer Geistlicher.

## Werdegang
Rosenegger kam als zweites Kind der Moierbauern Sebastian und Maria Rosenegger aus Seiboldsdorf zur Welt.
Unterbrochen von Reichsarbeitsdienst und Kriegsdienst besuchte er das Priesterseminar in Scheyern und wurde am 29. Juni 1948 im Dom zu Freising zum Priester geweiht. Im Juli 1948 kam er als Kaplan nach Haslach. Im November 1949 ging er als Aushilfspriester nach Degerndorf, im März 1950 als Kaplan in die Pfarrei St. Johann-Baptist in Töging. Ab Juni 1952 war er Kaplan in Landshut St. Margaret. Im Juni 1956 wurde er Pfarrkurat und erster Pfarrer in der neu errichteten Pfarrei St. Josef in Töging. Schließlich kam er im Mai 1964 als Pfarrer nach Flintsbach im Landkreis Rosenheim, wo bis zu seinem Tod sein Lebensmittelpunkt blieb.
Bereits während seiner Kaplanszeit in Haslach begann Rosenegger, sich mit der Geschichte des Ortes und der Pfarrei auseinanderzusetzen. Für seine Verdienste als Chronist wurde er 1967 zum Ehrenbürger von Haslach ernannt. Daneben verfasste er für den Verlag Schnell und Steiner eine Reihe kunsthistorischer Kirchenführer. 1998 schrieb er die Magisterarbeit Das Erzbistum Salzburg zwischen Inn, Salzach und Rott in drei Bänden.

## Ehrungen
- 9. Februar 1967: Ehrenbürger der Gemeinde Haslach
- Ernennung zum erzbischöflichen Geistlichen Rat
- 29. Juli 1987: Verdienstkreuz am Bande der Bundesrepublik Deutschland
- 1987: Ehrenbürger der Gemeinde Flintsbach am Inn[1]